# Street Knowledge
Street Knowledge – siódmy album studyjny Anthony’ego B, jamajskiego wykonawcy muzyki reggae i dancehall.
Płyta została wydana 24 lutego 2003 roku przez wytwórnię Nocturne Records (około dwa miesiące później ukazała się ona także nakładem nowojorskiej wytwórni VP Records). Produkcją nagrań zajął się Leroy „Sugar Roy” Moore.

## Lista utworów
1. „Two 7 Clash” feat. Culture
2. „Police”
3. „God Above Everything”
4. „Revelation”
5. „Laws for the Rich”
6. „First Start”
7. „Ghettoman Do That”
8. „World Free” feat. Doniki
9. „Dancing Mood”
10. „Key To Heart” feat. Courtney Melody
11. „Wine & Roses”
12. „Change of Weather”
13. „Good Cop & Bad Cop”
14. „Don't Buss Your Gun”
15. „Gun Powder”
16. „Pass the Kutchie” feat. The Mighty Diamonds